# دیوانیه
دیوانیه (به عربی: لدیوانیة) شهری در استان قادسیه کشور عراق است که در سرشماری سال ۲۰۰۸ میلادی، ۴۶۶٬۸۰۰ نفر جمعیت داشته است.
بیشتر آنها شیعه هستند.

## نگارخانه

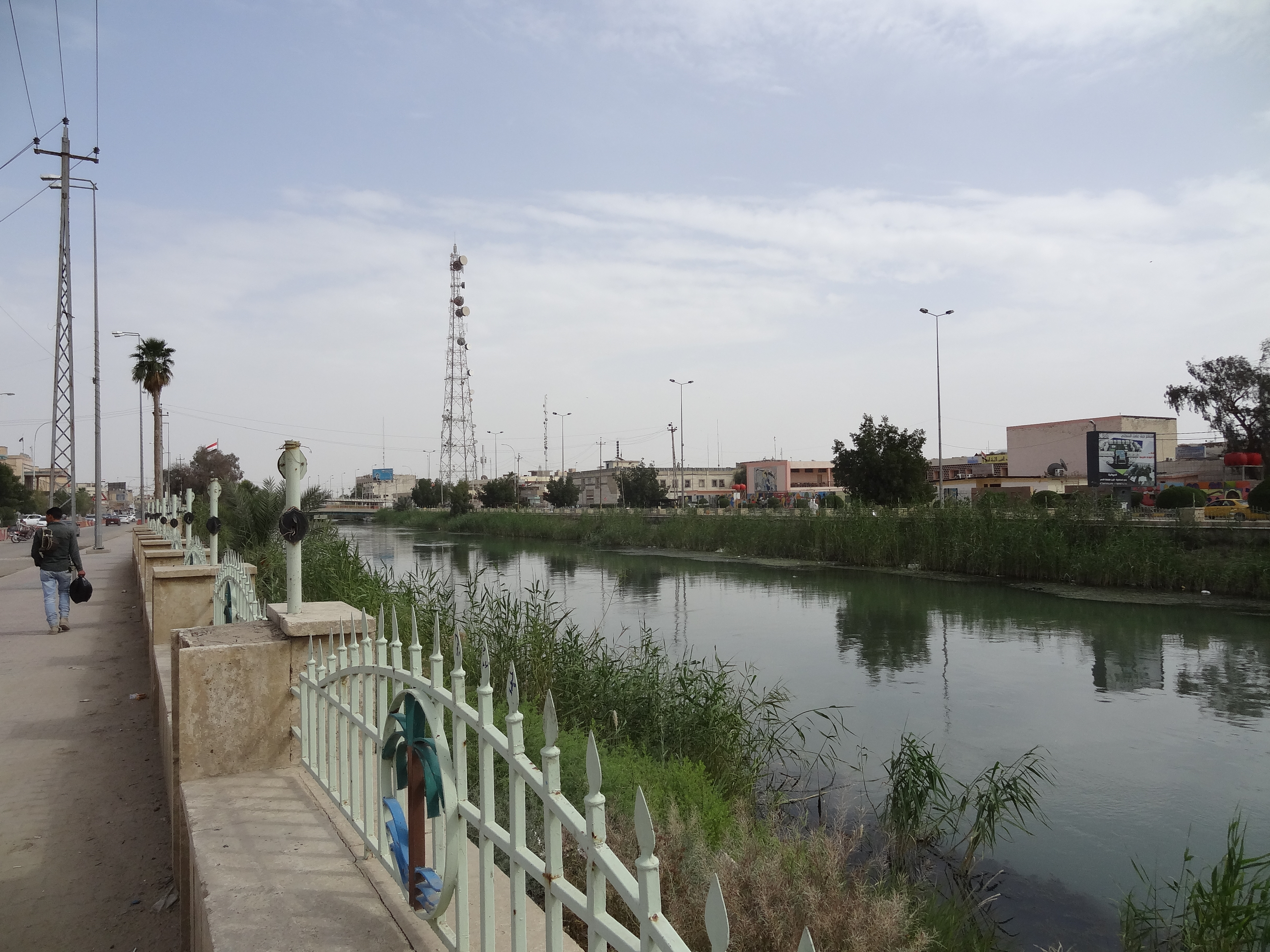
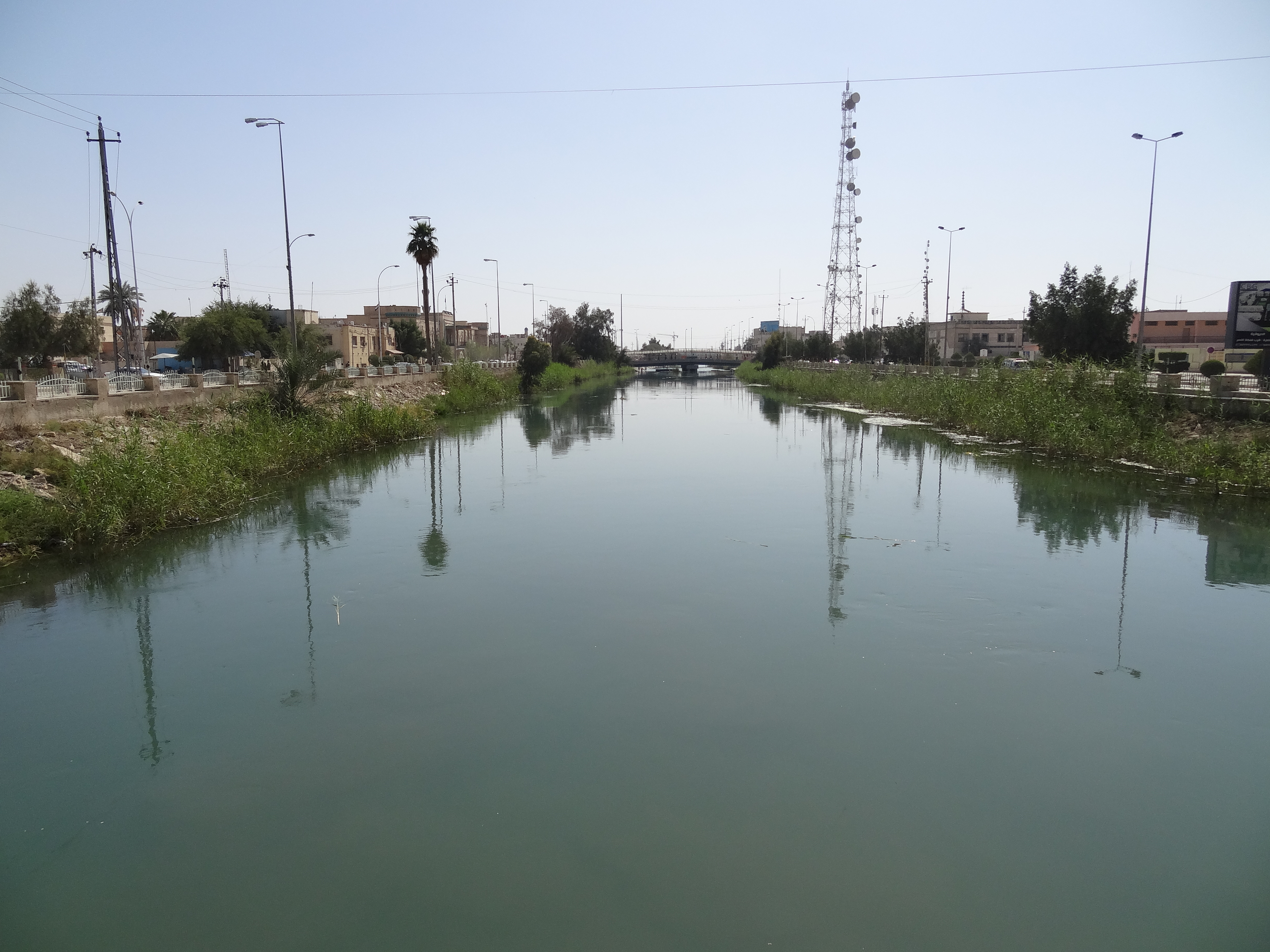